# Panchlora lancadon
Panchlora lancadon är en kackerlacksart som beskrevs av Henri Saussure 1864. Panchlora lancadon ingår i släktet Panchlora och familjen jättekackerlackor.
Artens utbredningsområde är Guatemala. Inga underarter finns listade i Catalogue of Life.